# Hideshi Hino
Pour les articles homonymes, voir Hino (homonymie).
 (juin 2009).
Si vous disposez d'ouvrages ou d'articles de référence ou si vous connaissez des sites web de qualité traitant du thème abordé ici, merci de compléter l'article en donnant les références utiles à sa vérifiabilité et en les liant à la section « Notes et références ».
日野 日出志
Hideshi Hino (日野 日出志, Hino Hideshi), né le 19 avril 1946 à Qiqihar, en Chine, est un mangaka connu pour ses violentes histoires horrifiques telles que Hell Baby, Hino Horrors, ou encore Panorama de l'enfer. Il a également réalisé et écrit deux des moyens métrages de la série des Guinea Pig : Flowers of Flesh and Blood en 1985 et Mermaid in a manhole en 1988.

## Biographie
Il est né le 19 avril 1946 en Chine de parents fuyant les évènements d'après-guerre. Son œuvre en restera profondément marquée, Hino puisant allègrement dans les traumatismes de son enfance (dans Panorama de l'enfer notamment). 
Rapidement Hino, qui est retourné au Japon, se passionne pour le dessin. Cependant, le jour où il découvre Seppuku de Masaki Kobayashi, il réalise qu’il veut également faire du cinéma. 
C’est au lycée qu’il opte finalement pour le métier de mangaka. En compagnie d’autres artistes débutants, il publie ses premiers dôjinshi en 1967 dans le magazine COM d'Osamu Tezuka. Ses univers faits de tueurs déviants, de créatures déformées ou des morts-vivants lui procurent rapidement une petite renommée. En 1978, Hino voit enfin ses œuvres éditées un peu plus officiellement.
Grandement inspirées par les traumatismes du Japon d'après-guerre dans lequel il a grandi, ses histoires d'horreur hantées par des êtres difformes mettent souvent l'accent sur des peurs très primaires. En mêlant horreur et humour souvent grinçant, il donne un nouveau souffle au genre horrifique et inspirera de nombreux auteurs, notamment Kanako Inuki.
Il va aussi publier des livres illustrés et travailler en tant que character designer.
L'un des hobbys de Hideshi Hino sont les sabres japonais. On le sait également praticien du Budo.

## Mangas
- Hell Baby
- Comics Underground Japan (histoire courte Laughing Ball)
- Lullabies from Hell
- The Art of Hideshi Hino
- L'Enfant Insecte (毒虫小僧, Dokumushi Kozō?) (1975, one shot)
- Serpent Rouge (赤い蛇, Akai Hebi?) (1983, one shot)
- Panorama de l'enfer (地獄変, Jigokuhen?) (1984, one shot)

## Filmographie
- 1985 : Flowers of Flesh and Blood (ギニーピッグ2 血肉の華, Ginī Piggu 2: Chiniku no Hana)
- 1988 : Guinea Pig: Mermaid in a Manhole (ザ・ギニーピッグ マンホールの中の人魚, Za Ginī Piggu: Manhōru no naka no Ningyo)